# اندکی ادویه
«اندکی ادویه» (انگلیسی: A Touch of Spice) فیلمی در ژانر درام و کمدی است که در سال ۲۰۰۳ منتشر شد.این فیلم محصول مشترک ترکیه و یونان است.

## موضوع فیلم
فیلم درباره یک جوان یونانی است که در استانبول (ترکیه) بزرگ شده و پدربزرگش که استاد و مربی آشپزی می باشد، سعی دارد فوت و فن های کار را به او یاد دهد.